# Greenwood (Misuri)
Greenwood es una ciudad ubicada en el condado de Jackson en el estado estadounidense de Misuri. En el Censo de 2010 tenía una población de 5221 habitantes y una densidad poblacional de 507,77 personas por km².

## Geografía
Greenwood se encuentra ubicada en las coordenadas 38°51′10″N 94°20′31″O / 38.85278, -94.34194. Según la Oficina del Censo de los Estados Unidos, Greenwood tiene una superficie total de 10.28 km², de la cual 10.27 km² corresponden a tierra firme y (0.08%) 0.01 km² es agua.

## Demografía
Según el censo de 2010, había 5221 personas residiendo en Greenwood. La densidad de población era de 507,77 hab./km². De los 5221 habitantes, Greenwood estaba compuesto por el 91.67% blancos, el 5.08% eran afroamericanos, el 0.34% eran amerindios, el 0.52% eran asiáticos, el 0% eran isleños del Pacífico, el 0.65% eran de otras razas y el 1.74% pertenecían a dos o más razas. Del total de la población el 3.35% eran hispanos o latinos de cualquier raza.